# ماریان جنجل
ماریان جِـنـجِـل (لهستانی: Marian Dziędziel؛ زادهٔ ۵ اوت ۱۹۴۷) بازیگر اهل لهستان است. وی از سال ۱۹۶۸ میلادی تاکنون مشغول فعالیت بوده‌است.
از فیلم‌ها یا برنامه‌های تلویزیونی که وی در آن نقش داشته‌است، می‌توان به شش نفر، خبرچینان، عهدهای دوشیزه، جاسوس، این دختران من، ترفند، صفر، ما همه مسیح هستیم، تنها عشق، نمک زمین سیاه، زندگی برای زندگی: ماکسیمیلیان کلبه، یانوشیک: روایتی واقعی، مرز، قانون حقیقی، کلبه جنگلی، پیانیست، وینچی، عروسی، رز، نبرد ورشو ۱۹۲۰، خانه تاریک، فرشته نیرومند و اداره ترافیک اشاره کرد.